# داني راميريز
داني راميريز (بالإسبانية: Dani Ramírez)‏ هو لاعب كرة قدم إسباني في مركز الوسط، ولد في 18 يونيو 1992 في ليغانيس في إسبانيا. لعب مع نادي ال كي اس ودز.

## وصلات خارجية
- داني راميريز على موقع اتحاد تركيا (لاعب) (الإنجليزية)
- داني راميريز على موقع قاعدة بيانات كرة القدم.إي يو (الإنجليزية)
- داني راميريز على موقع Soccerway.com (الإنجليزية)